# アルスウォーター子爵
アルスウォーター子爵（英: Viscount Ullswater）はイギリスの子爵位、貴族。連合王国貴族爵位。保守党の政治家ジェームズ・ラウザーが1921年に叙されたことに始まる。ロンズデール伯爵家の分家筋にあたる。
アルスウォーター子爵家に子爵位以外に保持する爵位はない。

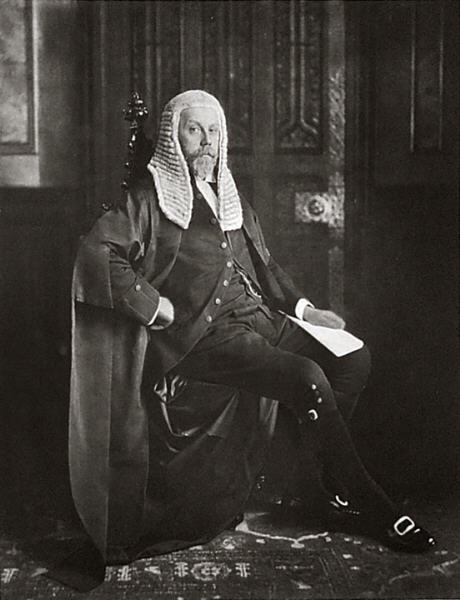
初代アルスウォーター子爵ジェイムズ・ラウザー

## 歴史
子爵家の祖ジェイムズ・ウィリアム・ラウザー(1855–1949)は保守党の政治家で、1905年より16年の長きにわたり庶民院議長を務めた人物である。彼は議長職退任後の1921年7月8日に連合王国貴族としてサフォーク州キャンプシー・アッシュのアルスウォーター子爵(Viscount Ullswater, of Campsea Ashe in the County of Suffolk)に叙された。また、初代子爵が93歳まで存命したため、彼の息子クリストファー(1887–1935)は爵位を継ぐことはなかった。さらに、孫のジョン・アーサー(1910-1942)も私設秘書としてケント公爵ジョージ王子に随行した際、搭乗する飛行艇が墜落する事故に巻き込まれて亡くなるという不幸があった。そのため極めて異例なことに、初代子爵の曾孫ニコラスが7歳にして爵位を継承した。
2代子爵ニコラス(1942-)は保守党の政治家として活動しており、1993年から翌年にかけて儀仗衛士隊隊長を務めている。彼は貴族院法制定以降も貴族院に籍を置く92人の世襲貴族の一人である。 
初代子爵はロンズデール伯爵家の始祖初代ロンズデール伯爵の次男の子孫にあたる。ゆえに、歴代の当主はロンズデール伯爵位の潜在的な継承権を有する。    
子爵家のモットーは『職務が人物を顕わす(Magistratum Indicat Virum)』。

## アルスウォーター子爵 (1921年)
- 初代アルスウォーター子爵ジェイムズ・ウィリアム・ラウザー（英語版）(1855–1949)
  - クリストファー・ウィリアム・ラウザー（英語版）閣下(1887–1935)
    - ジョン・アーサー・ラウザー閣下 (1910–1942)
- 第2代アルスウォーター子爵ニコラス・ジェイムズ・クリストファー・ラウザー（英語版）(1942-)

爵位の法定推定相続人は現当主の長男ベンジャミン・ジェイムズ・ラウザー閣下 (1975-)。